# Trigonosaurus
Trigonosaurus é um gênerofóssil encontrada em no bairro de Peirópolis, na cidade mineira de Uberaba. Foi um dinossauro sauropodomorfo que viveu durante o período Cretáceo, no que é hoje o Brasil.